# Jacquiniella
Jacquiniella là một chi thực vật có hoa trong họ, Orchidaceae.

## Các loài
Các loài trong chi Jacquiniella:
- J. aporophylla (L.O.Williams) Dressler
- J. cernua (Lindl.) Dressler
- J. cobanensis (Ames & Schltr.)
- J. colombiana Schltr.
- J. equitantifolia (Ames) Dressler
- J. gigantea Dressler
- J. globosa (Jacq.) Schltr.
- J. leucomelana (Rchb.f.) Schltr.
- J. pedunculata Dressler
- J. standleyi (Ames) Dressler
- J. steyermarkii Carnevali & Dressler
- J. teretifolia (Sw.) Britton & P. Wilson